# Ugo da Carpi
Ugo da Carpi (Carpi, 1470 – Roma, 1532) è stato un incisore italiano.
Fu il primo artista in Italia a utilizzare la tecnica della xilografia a colori, sperimentata in Germania agli inizi del Cinquecento.
In particolare la sua tecnica monocroma, definita chiaroscuro, presume l'utilizzo di più legni, così da formare effetti eguali al disegno con pennini o chine.

## Biografia
Ugo Conti da Panico nasce a Carpi nel 1468-1470, figlio di secondo matrimonio del notaio Astolfo. Quando il padre muore nel 1491, egli riceve in eredità coi suoi fratelli i beni di famiglia, nella cui gestione vi è impegnato fino al 1501.
Si trasferisce a Venezia dopo il 1506 ed entra in relazione con gli editori e con il seguito di Tiziano, col quale realizza i primi due fogli sciolti xilografici e a chiaroscuro. 
Individua poi a Roma e nella pittura classica di Raffaello nuove potenzialità per la sua tecnica e vi rimane fino al 1527. Fuggito poi da Roma dopo il Sacco del 1527, si rifugia a Venezia. Da allora fino alla sua morte (1532) non si hanno più notizie.
Recenti valutazioni (2015) di alcuni studiosi ipotizzerebbero la mano dell'artista in un interessante ciclo di affreschi ritrovato pochi anni fa in un vecchio appartamento di Civitavecchia (piazza Leandra)
Tali affreschi sono una replica od un'anticipazione di notissimi dipinti di Raffaello in Vaticano.
Ugo dedica gran parte della sua vita alla sua attività artistica mediante la tecnica della xilografia: realizza splendide opere che si rifanno a schizzi di altri artisti quali il Tiziano, Parmigianino e Raffaello.
L'opera di certo più importante è quella del Diogene attraverso l'utilizzo di più legni per ricreare tonalità di grigi.
Gli è attribuita un'opera libraria, il Thesauro de scrittori (1535), che riproduce estesamente i contenuti della Theorica et pratica (1514) di Sigismondo Fanti.